# Descent (película)
Descent es una película de género dramático estrenada en el año 2007 dirigida por Talia Lugacy y protagonizada por Rosario Dawson y Chad Faust.

## Trama
Maya (Rosario Dawson) es una brillante, hermosa y amigable joven universitaria. Un día, mientras sale de baile, conoce a Jared (Chad Faust). Al principio ella se resiste a conocer al encantador joven que muestra un interés genuino en ella,.Con el tiempo, Maya y Jared se hacen amigos. Un día  Maya va a conocer el apartamento de Jared, sin sospechar que el hombre es un sociópata y racista descontrolado que la viola brutalmente.
Pasado un tiempo Maya se ve envuelta en una espiral depresiva de drogas, alcohol y discoteca. Culminando en una venganza que la llevará en descenso. 